# موریس ۳۷۸۳
سیارک ۳۷۸۳ (به انگلیسی: 3783 Morris، نامگذاری:1986TW1) سه هزار و هفتصد و هشتاد و سومین سیارک کشف شده‌است که در ۷ اکتبر ۱۹۸۶ کشف شد.
قدر مطلق سیارک برابر ۱۳٫۰۰ است.